# Перчунівська школа
Перчунівська школа— державний заклад загальної середньої освіти І-ІІІ ступенів ІІІ рівня села Перчунове Добровеличківської районної ради Кіровоградської області. Утворений 1924 року як трудова школа,  1929 року відкрили початкову школу на 3 класні кімнати, а 1934 року добудували приміщення і школа стала семирічною. 

## Історія
Перший навчальний заклад в селі Перчунове був заснований у 1924 році. На той час він був трудовою школою, яка розміщувалася у найманій сільській хаті. На 1 січня 1925 року з 113 учнів було зформовано 4 групи, які об’єднувались в 2 класи-комплекти. Навчання здійснювали двоє вчителів — Наталка Карпенко та Іван Прижегалінський.  1924-1925 навчальний рік містив 135 навчальних днів. Матеріальну базу школи складали: парти — розраховані на 40 учнів, 2 класні дошки, бібліотека з 12 книг. 
1929 року створено початкову школу для якої побудували окреме приміщення на 3 класні кімнати. 
1934 року приміщення добудували і школа стала семирічною. 

Перший випуск Перчунівської семирічної школи 1941 р.

Перший випуск Перчунівської семирічної школи відбувся в червні 1941 року перед початком німецько-радянської війни. З початком німецької окупації школу закрили.
Після повернення радянської влади, навчальний заклад відновив роботу як середня трудова політехнічна школа. Збільшується кількість дітей (понад 400 учнів, з них 45 з інших сіл) та вчителів. Для не місцевих учнів відкривається пришкільний інтернат. Основна увага приділяється подоланню неграмотності серед дорослого населення, залучення усіх дітей шкільного віку до навчання у школі,  опановування старшокласниками робітничими професіями. 
Із серпня 1951 року за рішенням Піщано-Брідської районної ради та райкому партії школа стає десятирічною. 1953 року відбувся перший випуск, який отримав атестат про середню освіту. 
Наприкінці 50-х років три окремих шкільні корпуси об'єднали в одну будівлю. В 1959-1960 роках жителі Перчуново долучитися до народної толоки із добудови приміщення школи.
1977 року закінчено будівництво нового типового двоповерхового приміщення школи за кошти колгоспіп "Родіна" та ім.Свердлова. 

## Структура закладу освіти
Досвід роботи Перчунівського загальноосвітнього навчального закладу вивчався Кіровоградським обласним інститутом післядипломної педагогічної освіти імені Василя Сухомлинського й був висвітлений на сторінках альманаху «Школи Кіровоградщини: традиції та інновації», виданого 2011 року як збірка досвіду роботи найкращих освітніх закладів області. 

## Керівники навчального закладу
- 1934 - 1937 роки — Кушпіль Сергій Федосійович
- 1938 - 1939 роки — Іщенко Микола Іванович
- 1939 - 1941 роки — Бараненко Василь Лаврентійович
- 1959 - 1977 роки — Пузир Володимир Тимофійович
- 1977 - 1994 роки — Коваленко Віра Федорівна
- 1994 - донині  —  Наумова Марія Йосипівна

## Відомі випускники
- Литвин Василь Степанович
- Литвин Микола Степанович